# 国家公務員共済組合連合会
国家公務員共済組合連合会（こっかこうむいんきょうさいくみあいれんごうかい、略号: KKR）は、第二次世界大戦後の日本において、1958年制定の国家公務員共済組合法（昭和33年5月1日法律第128号。以下「法」という）第21条第1項の規定により設けられた国家公務員が加入する共済組合の連合組織である。法第22条の規定により法人格が与えられている。財務省が所管する。
年金管理・運営事務のほか、福利厚生などを提供する。
組合および連合会の職員は、法第13条と第36条により、いわゆるみなし公務員として扱われる（日本郵政共済組合を除く。法附則第20条第4項の2）。

## 沿革
第二次世界大戦後の日本の国家公務員の年金や福祉事業に関する業務を加入共済組合と共同で行うことを目的に設立された。
- 1947年（昭和22年）- 財団法人政府職員共済組合連合会を設立。
- 1949年（昭和24年）- 旧国家公務員共済組合法に基づいて非現業共済組合連合会が権利義務を承継。
- 1958年（昭和33年）- 新国家公務員共済組合法により国家公務員共済組合連合会へ改称。

## 業務
法第21条第2項に規定されている。
- 長期給付（法第72条第1項に規定する長期給付をいう）の事業に関する業務（基礎年金拠出金の納付並びに第102条の2に規定する財政調整拠出金の拠出及び地方公務員等共済組合法（昭和37年法律第152号）第116条の2に規定する財政調整拠出金の受入れに関する業務を含む）のうち次に掲げるもの

イ　長期給付の決定及び支払
ロ　長期給付に要する費用（基礎年金拠出金の納付及び法第102条の2に規定する財政調整拠出金の拠出に要する費用を含む）の計算
ハ　積立金（法第35条の2第1項に規定する積立金をいう。ニにおいて同じ）の積立
ニ　積立金及び長期給付の支払上の余裕金の管理及び運用
ホ　基礎年金拠出金の納付
ヘ　法第102条の2に規定する財政調整拠出金の拠出及び地方公務員等共済組合法第116条の2に規定する財政調整拠出金の受入れ
ト　その他財務省令で定める業務
- 二 　福祉事業に関する業務（医療施設、宿泊施設の運営など）

なお、国家公務員共済組合審査会に関する事務を行うこととされる（第21条第4項）。

## 構成団体
連合会は次の20共済組合で組織されている。
- 衆議院共済組合
- 参議院共済組合
- 内閣共済組合
- 総務省共済組合
- 法務省共済組合
- 外務省共済組合
- 財務省共済組合
- 文部科学省共済組合
- 厚生労働省共済組合
- 農林水産省共済組合
- 経済産業省共済組合
- 国土交通省共済組合
- 裁判所共済組合
- 会計検査院共済組合
- 防衛省共済組合
- 刑務共済組合
- 厚生労働省第二共済組合
- 林野庁共済組合
- 日本郵政共済組合
- 国家公務員共済組合連合会職員共済組合

### 本部組織
- 総務部 - 総合的な企画調整、人事、文書、研修、訴訟その他法務、広報、コンプライアンスの推進および国家公務員共済組合審査会に関すること。
- 経理部 - 予算、決算、事業計画の総活、収入・支出の執行、現金・有価証券の出納保管、年金に関する組合員の掛金等の受入れ、物品および役務の調達・管理に関すること。
- 資金運用部 - 資金の管理および運用に関すること。
- 運用リスク管理室 - 資金の運用に係るリスク管理に関すること。
- 監査室 - 連合会業務の監査に関すること。
- 年金部 - 年金の請求書の審査、年金の決定・支払、年金証書の発行に関すること。
- 年金企画部 - 年金事業の運営に必要な企画立案、年金事業に要する費用の計算、積立金の積立、その他年金関係の調査および統計に関すること。
- 情報システム部 - 各部（室）の要請を受け、年金その他連合会業務の情報システムによる処理についてのプログラムの作成および管理並びに機器等の管理および運用に関すること。情報システムおよび情報処理についての調査および企画に関すること。情報セキュリティ対策に関すること。
- 職員部 - 職員の給与制度、勤務条件の企画立案、職員の福利厚生に関すること。職員の団体に関すること。
- 病院部 - 医療施設の設置および改善に関する計画の策定ならびにその実施に関すること。医療施設の運営に関すること。
- 旧令病院部 - 旧令共済病院の改善に関する計画の策定およびその実施に関すること。旧令共済病院の運営に関すること。
- 宿泊事業部 - 宿泊施設の設置および改善に関する計画の策定ならびにその実施に関すること。宿泊施設の運営に関すること。特別契約施設の業務に関すること。
- 管財･営繕部 - 不動産ならびに地上権、地役権およびこれらに準ずる権利の取得、借入、管理および処分に関すること。国家公務員特別借受宿舎およびこれに類する施設の建設ならびにその管理、貸し付けおよび譲渡に関すること。連合会施設の営繕に関する企画およびその実施に関すること。連合会施設の工事の設計、監理、監督、検査その他営繕技術に関すること。
- 特定事業部 - 健康管理及び疾病の予防に係る組合員等の自助努力についての支援に関すること。組合に対する資金の貸付け及び連合会経理単位に対する資金の貸付けに関すること。組合員の福祉の増進に資することを目的とした情報提供に関すること。短期給付に係る財政調整事業に関すること。国家公務員等の持家としての住宅の建設等の資金の貸付けに関すること。旧陸軍共済組合、旧海軍共済組合又は外地関係共済組合の組合員であった者に係る年金の決定及び支払いに関すること。ガス障害者救済に関すること。組合貸付債権に係る元利金の回収その他回収に関すること。

## 病院事業
全国に35か所の病院を運営。
この内24か所の病院は、直営病院と言い、組合員やその家族の医療サービスの提供を目的に設立されたもので、同時に保険医療機関として一般にも開放。また、残りの11か所の病院は、旧令共済病院と言い、うち10病院は旧海軍共済組合の病院を引き継いだもので、ガス障害者の救済事業を主とする1病院（呉共済病院忠海分院）とともに、保険医療機関として地域医療に携わっている。

### 直営病院
- KKR札幌医療センター
- 斗南病院
- 東北公済病院
  - 東北公済病院宮城野分院
- 水府病院
- 立川病院
- 九段坂病院
- 虎の門病院
- 虎の門病院分院（川崎市高津区梶ヶ谷）
- 三宿病院（東京都目黒区上目黒）
- 稲田登戸病院（2006年6月閉院）
- 北陸病院
- 名城病院
- 東海病院
- 枚方公済病院（旧京阪奈病院）
- 大手前病院
- 六甲病院 （2021年7月、医療法人若葉会に経営継承）
- 広島記念病院
- 吉島病院
- 高松病院
- 新小倉病院
- 千早病院
- 浜の町病院
- 新別府病院
- 熊本中央病院

### 旧令共済病院
- 東京共済病院
- 横須賀共済病院
- 横須賀共済病院分院（旧横須賀北部共済病院）（2015年閉院）
- 横浜南共済病院
- 横浜栄共済病院
- 平塚共済病院
- 舞鶴共済病院
  - 舞鶴こども療育センター
- 呉共済病院
  - 呉共済病院忠海分院
- 佐世保共済病院

### 介護老人保健施設
- 広島記念病院 記念寿
- 東海病院 ちよだ
- 東京共済病院 ケアなかめぐろ
- 舞鶴共済病院 すこやかの森

## 宿泊施設
全国に43か所の宿泊施設を運営。

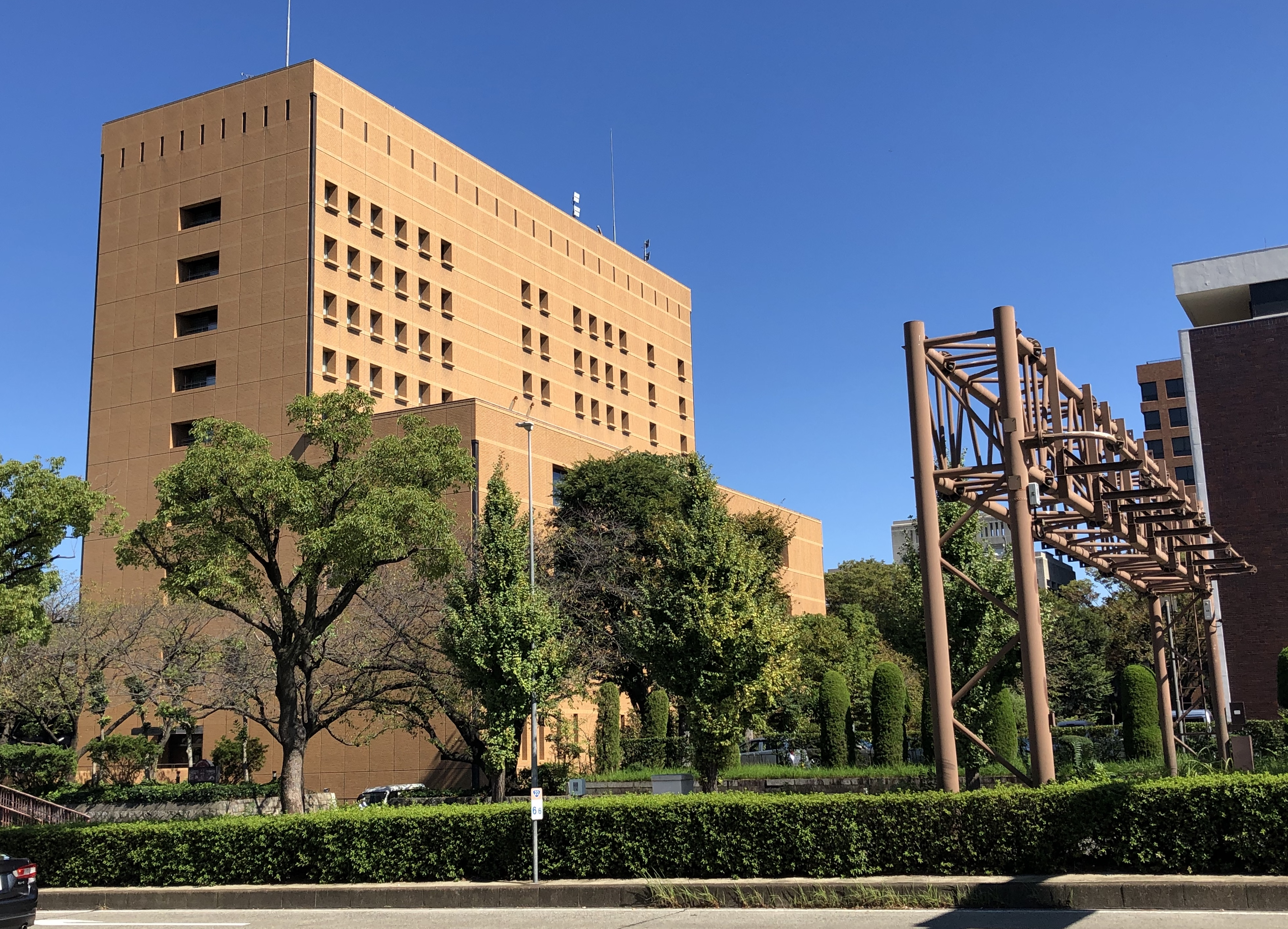
KKRホテル名古屋（名古屋市中区）

組合員本人やその家族及び年金受給者に対して、宿泊（利用）料金の割引を実施。一般人も利用が可能。結婚式場等も併設している。施設の中にはやや老朽化したものや、エレベーターや客室内のバス・トイレが無く共同使用のものなどもあるが、通常1泊2食付で、KKRを「こころ」と読み、「心からのサービス」を売り物にしている。
また、最近では一部の施設でペット同伴可の所もあり、温泉がある施設は全て源泉掛け流し湯となっている。

### 北海道
- KKRかわゆ
- KKRホテル札幌（札幌共済会館）
- KKRはこだて

### 東北
- KKRホテル仙台（仙台共済会館）
- KKR蔵王白銀荘

### 関東
- KKR日光ひぐらし荘
- KKR水上水明荘
- KKRホテル東京（東京共済会館）
- KKRホテル中目黒
- KKRポートヒル横浜
- KKR逗子松汀園
- KKR鎌倉わかみや
- KKR江ノ島ニュー向洋
- KKR箱根青風荘
- KKR宮の下

### 中部
- KKRホテル熱海（熱海共済会館）
- KKR稲取
- KKR伊豆長岡千歳荘
- KKR沼津はまゆう
- KKR湯沢ゆきぐに
- KKR妙高高原白樺荘
- KKR諏訪湖荘
- KKR甲府ニュー芙蓉
- KKR富山銀嶺
- KKRホテル金沢（金沢共済会館）
- KKR平湯たから荘
- KKR下呂しらさぎ
- KKRホテル名古屋（名古屋共済会館）

### 近畿
- KKR鳥羽いそぶえ荘
- KKRホテルびわこ
- KKR京都くに荘
- KKRホテル梅田
- KKRホテル大阪（大阪共済会館）
- KKR奈良みかさ荘
- KKR白浜美浜荘
- KKR城崎玄武

### 中国・四国
- KKRホテル広島（広島共済会館）
- KKR山口あさくら
- KKR道後ゆづき

### 九州
- KKRホテル博多（福岡共済会館）
- KKR雲仙山荘
- KKRホテル熊本（熊本共済会館）
- KKR鹿児島敬天閣